# RoAp-зорі
roAp-зорі або швидко осцилюючі Ap-зорі (англ. Rapidly oscillating Ap stars) — це підклас зір класу Ap, які демонструють короткотермінові швидкі фотометричні зміни або зміни променевої швидкості. Відомі діапазони періодів лежать між 5 і 23 хвилинами. Вони розташовані в смузі нестабільності δ Щита на головній послідовності.

## Відкриття
Першою відкритою roAp-зорею стала зоря Пшибильського (HD101065). Її коливання на 10-20 тисячних фотографічної зоряної величини з періодом 12,15 хвилин виявив Дональд Курц на 20-дюймовому телескопі Південно-Африканської астрономічної обсерваторії.

## Класифікація
RoAp-зорі іноді називають швидко осцилюючими змінними зорями типу α2 Гончих Псів. Разом із деякими α2 CMa змінними (а також змінними типу δ Щита) вони лежать на смузі нестабільності, але roAp-зорі є магнітними хімічно пекулярними зорями та мають дуже короткі періоди (менші однієї години).

## Коливання
RoAp-зорі коливаються у високих обертонах, у низько-ступеневих, нерадіальних режимах. Для пояснення цих пульсацій, зазвичай застосовують модель нахиленого пульсатора, запропоновану Курцом. У цій моделі вісь пульсацій збігається з магнітною віссю, яка відхилена від осі обертання. Видимий зв'язок між магнітною віссю і віссю пульсації дає ключ до характеру механізму виникнення пульсацій. Оскільки roAp-зорі, здається, займають розташований на головній послідовності кінець смуги нестабільності (поряд із δ Щита), було висловлено припущення, що пульсації можуть бути зумовлені аналогічним механізмом, тобто, каппа-механізмом (механізмом непрозорості), який утворюється в зоні іонізації Гідрогену. Не створено стандартної моделі пульсацій, в якій відбувається збудження коливань roAp-типу з використанням механізму прозорості. Оскільки магнітне поле видається важливим, дослідження врахували це при розробці нестандартних моделей пульсацій. Було висловлено припущення, що пульсації виникають внаслідок придушення конвекції сильним магнітним полем поблизу магнітних полюсів зорі, що пояснило б узгодження осі пульсацій з магнітною віссю. Була розрахована смуга нестабільності для roAp-зір, яка узгодилась з розташуванням на діаграмі Герцшпрунга–Рассела roAp-зір, виявлених до цього моменту, але також передбачила існування більш тривалих періодів пульсації серед roAp-зір, які перебувають на пізнішій стадії еволюції. Такі пульсації виявлено у зорі HD 177765, який має найдовший період пульсацій серед відомих roAp-зір — 23,6 хвилин.
Більшість відомих roAp-зір виявлено за допомогою невеликих телескопів, придатних для спостереження невеликих за амплітудою змін. Такі пульсації також можна визначити шляхом вимірювання варіацій радіальної швидкості чутливих ліній, таких як неодим або празеодим. Пульсація деяких ліній не спостерігалась, таких як залізо. Вважається, що пульсації мають високу амплітуду у верхніх шарах атмосфер цих зір, де густина нижча. У результаті спектральні лінії, утворені елементами, які випроміненням піднімаються високо в атмосферу, імовірно, будуть найбільш чутливими до вимірювання пульсацій, у той час як лінії таких елементів, як залізо, яке гравітаційно плаває, не будуть показувати змін у радіальній швидкості.

## Перелік виявлених roAp-зір
| Назва зорі                     | Видима зоряна величина | Спектральний клас | Період (хвилин) |
| ------------------------------ | ---------------------- | ----------------- | --------------- |
| HD 177765                      | 9.1                    | Ap                | 23.6            |
| AP Scl, HD 6532                | 8.45                   | Ap SrEuCr         | 7.1             |
| BW Cet, HD 9289                | 9.38                   | Ap SrCr           | 10.5            |
| BN Cet, HD 12098               | 8.07                   | F0                | 7.61            |
| HD 12932                       | 10.25                  | Ap SrEuCr         | 11.6            |
| BT Hyi, HD 19918               | 9.34                   | Ap SrEuCr         | 14.5            |
| DO Eri, HD 24712               | 6.00                   | Ap SrEu(Cr)       | 6.2             |
| UV Lep, HD 42659               | 6.77                   | Ap SrCrEu         | 9.7             |
| HD 60435                       | 8.89                   | Ap Sr(Eu)         | 9.7             |
| LX Hya, HD 80316               | 7.78                   | Ap Sr(Eu)         | 11.4–23.5       |
| IM Vel, HD 83368               | 6.17                   | Ap SrEuCr         | 11.6            |
| AI Ant, HD 84041               | 9.33                   | Ap SrEuCr         | 15.0            |
| HD 86181                       | 9.32                   | Ap Sr             | 6.2             |
| HD 99563                       | 8.16                   | F0                | 10.7            |
| зоря Пшибильського (HD 101065) | 7.99                   | суперечливий      | 12.1            |
| HD 116114                      | 7.02                   | Ap                | 21.3            |
| LZ Hya, HD 119027              | 10.02                  | Ap SrEu(Cr)       | 8.7             |
| PP Vir, HD 122970              | 8.31                   | невідомий         | 11.1            |
| α Cir (HD 128898)              | 3.20                   | Ap SrEu(Cr)       | 6.8             |
| HI Lib, HD 134214              | 7.46                   | Ap SrEu(Cr)       | 5.6             |
| β CrB (HD 137909)              | 3.68                   | F0p               | 16.2            |
| GZ Lib, HD 137949              | 6.67                   | Ap SrEuCr         | 8.3             |
| HD 150562                      | 9.82                   | A/F(p Eu)         | 10.8            |
| HD 154708                      | 8.76                   | Ap                | 8.0             |
| HD 161459                      | 10.33                  | Ap EuSrCr         | 12.0            |
| HD 166473                      | 7.92                   | Ap SrEuCr         | 8.8             |
| HD 176232                      | 5.89                   | F0p SrEu          | 11.6            |
| HD 185256                      | 9.94                   | Ap Sr(EuCr)       | 10.2            |
| CK Oct, HD 190290              | 9.91                   | Ap EuSr           | 7.3             |
| QR Tel, HD 193756              | 9.20                   | Ap SrCrEu         | 13.0            |
| AW Cap, HD 196470              | 9.72                   | Ap SrEu(Cr)       | 10.8            |
| γ Eql, HD 201601               | 4.68                   | F0p               | 12.4            |
| BI Mic, HD 203932              | 8.82                   | Ap SrEu           | 5.9             |
| MM Aqr, HD 213637              | 9.61                   | A(p EuSrCr)       | 11.5            |
| BP Gru, HD 217522              | 7.53                   | Ap (Si)Cr         | 13.9            |
| CN Tuc, HD 218495              | 9.36                   | Ap EuSr           | 7.4             |